# Liste des territoires du Saint-Empire (Z)
 (janvier 2024).
Si vous disposez d'ouvrages ou d'articles de référence ou si vous connaissez des sites web de qualité traitant du thème abordé ici, merci de compléter l'article en donnant les références utiles à sa vérifiabilité et en les liant à la section « Notes et références ».

Evolution du territoire du Saint-Empire (962-1806).

Ci-dessous la liste des états du Saint-Empire romain germanique commençant par la lettre Z. Le tableau présente, de gauche à droite :
1. Le blason du territoire lorsqu'il est présent.
2. Le nom (francisé) du territoire.
3. Le statut du territoire (notamment, s'il bénéficie de l'immédiateté impériale ou le cas échéant son suzerain local).
4. Le type de territoire (voir la section Organisation).
5. Ses dates d'appartenance au Saint-Empire.
6. Le cercle impérial auquel il appartient et la date de son intégration.
7. Son siège à la Diète d'Empire.
8. Le ou les entité(s) qui lui a/ont précédé(s).
9. Le ou les entité(s) qui lui a/ont succédé(s).
10. Les pays et subdivisions (Länder allemands et autrichiens, provinces néerlandaises et belges, départements français, cantons suisses etc.) d'aujourd'hui qui recouvrent tout ou une partie de l'ancien territoire impérial.

## Liste des territoires du Saint-Empire (A)
| Blason                            | Territoire          | Type                              | Statut                            | Dates            | Cercle           | Banc   | Entité(s) précédente(s)                           | Entité(s) suivante(s)                                                               | Pays actuel(s) et subdivision(s)      |
| --------------------------------- | ------------------- | --------------------------------- | --------------------------------- | ---------------- | ---------------- | ------ | ------------------------------------------------- | ----------------------------------------------------------------------------------- | ------------------------------------- |
|                                   | Zähringen           | Duché                             | Immédiateté impériale             | XIe-1218         |                  |        | Famille de Ahalolfingiens (duché de Souabe)       | Comté d'Urach/de Fribourg, comté de Neu-Kybourg                                     | Bade-Wurtemberg, Suisse (divers)      |
|                                   | Zélande             | Comté                             | Immédiateté impériale             | 1482-1581        | Bourgogne (1512) |        | Flandre impériale                                 | Provinces-Unies (Province composante)                                               | Pays-Bas (Zélande)                    |
|                                   | Zell am Harmersbach | Ville libre                       | Immédiateté impériale             | Fin du XIVe-1803 | Souabe           | Souabe | Margraviat de Bade                                | Électorat de Bade                                                                   | Zell am Harmersbach (Bade-Wurtemberg) |
|                                   | Zollern             | Comté                             | Fief de la maison de Hohenzollern | 1052-1576        |                  |        | Duché de Souabe                                   | Comtés de Hohenzollern-Sigmaringen, Hohenzollern-Hechingen, Hohenzollern-Haigerloch | Bade-Wurtemberg                       |
|                                   | Zoug                | Canton suisse                     | Possession des Habsbourg          | 1261-1351        |                  |        | Maison de Kybourg                                 |                                                                                     | Suisse (divers)                       |
| Membre de la confédération suisse | Zoug                | Canton suisse                     | 1351-1648                         |                  |                  |        | Canton de Zoug (Confédération des XIII cantons)   | Suisse (Canton de Zoug)                                                             |                                       |
|                                   | Zurich              | Territoire impérial               | Immédiateté impériale             | 1218-1351        |                  |        | Maison de Zähringen                               |                                                                                     |                                       |
| Canton suisse                     | Zurich              | Membre de la confédération suisse | 1351-1648                         |                  |                  |        | Canton de Zurich (Confédération des XIII cantons) | Suisse (Canton de Zurich)                                                           |                                       |
|                                   | Zutphen             | Comté                             | Immédiateté impériale             | 1181-1581        | Bourgogne (1548) |        | Basse-Lotharingie                                 | Provinces-Unies                                                                     | Pays-Bas                              |
|                                   | Zwiefhalten         | Abbaye impériale                  | Immédiateté impériale (1750)      | 1750-1802        | Souabe           | Souabe | Création (1089)                                   | Duché de Wurtemberg                                                                 | Zwiefhalten(Bade-Wurtemberg)          |

### Sources
- (de) Karl Zeumer, Heeresmatrikel von 1422, Tübingen, Verlag von J.C.B. Mohr (Paul Siebeck), 1913, 2e éd. (1re éd. 1422).
- (de) Karl Zeumer, Reichsmatrikel von 1521, Tübingen, Verlag von J.C.B. Mohr (Paul Siebeck), 1913, 2e éd. (1re éd. 1521).
- (de) Verzeichnis der Reichskreise von 1532, Augsburg, Heinrich Steiner, 1532.
- (de) Reichsmatrikel beruhend auf den Beschlüssen des Nürnberger Exekutionstages, 1663, 3e éd.

### Cartes
- Cartes avec les frontières actuelles
- « Cartothèque »

- L'Empire de Charles Quint (XVIe siècle)
- « Assembler le Saint-Empire romain germanique : 1648 » sur YouTube

### Autres ressources
- (en) The Holy Roman Empire Association
- (en) Article sur Britannica
- Quizz sur les états de 1356

## Sources et références
1. 1 2  Marco Zanoli, Deutsch:  Die Schweiz um 1200. Feudalherrschaften, Kirche und Verkehrsverbindungen. Die Grenzen der Gebiete geben nur den ungefähren Machtbereich der Adelsgeschlechter wieder, 11 octobre 2006 (lire en ligne)
2. ↑  NordNordWest, Deutsch:  Grafschaften Hohenzollern um 1370, 17 mars 2008 (lire en ligne)
3. 1 2  L'indépendance officielle que la Suisse, bien que reconnue officieusement dès 1499 par le traité de Bâle (mettant fin à la guerre de Souabe entre les cantons et le SERG), n'est que formellement reconnue par la paix de Westphalie (1648). Cette date marque donc l'indépendance de la Confédération du Saint-Empire.
4. ↑  En union personnelle avec le duché de Gueldre à partir de 1138.
5. ↑  A. M. H. J. Stokvis, Manuel d'histoire: Les états de Europe et leurs colonies, E. J. Brill, 1893 (lire en ligne)